# Hermann Neubert (Mykologe)
Hermann Neubert (* 23. Januar 1935 in Mannheim; † 11. August 2003 in Bühl) war ein deutscher Jurist und Mykologe, sein Forschungs-Schwerpunkt waren die Myxogastria. Sein botanisches Autorenkürzel lautet „H.Neubert“.
Neubert studierte in Heidelberg Jura und schloss sein Studium mit der Promotion ab. Von 1966 an wirkte er als Richter am Amtsgericht Bühl, später auch als dessen Direktor. 2000 ging er in den Ruhestand.
In den 1960er Jahren begann Neubert sich für Pilze zu interessieren. 1965 beschäftigte er sich erstmals mit einem Schleimpilz, Trichia favoginea. 1969 veröffentlichte er seinen ersten mykologischen Artikel, bis zum Ende seines Lebens brachte er es auf sechzehn wissenschaftliche Veröffentlichungen. 1970 begann er erste Schleimpilz-Exemplare zu sammeln, sie wurden zum Grundstock seines Herbars. Neuberts Interesse konzentrierte sich seither auf die Myxogastria und er wurde in den folgenden Jahrzehnten ein Fachmann für die Taxonomie und Ökologie der Gruppe und stand in engem Kontakt mit Wissenschaftlern wie Elly Nannenga-Bremekamp. Sein Herbar umfasste am Ende 7500 Stücke und wird heute in der Botanischen Staatssammlung München verwahrt, gemeinsam mit einer Hälfte des wissenschaftlichen Nachlasses. Die andere Hälfte liegt im Staatlichen Museum für Naturkunde Karlsruhe.
Neubert erstbeschrieb mehrere Taxa, zum Beispiel aus den Gattungen Cribraria und Lamproderma. Gemeinsam mit Karlheinz Baumann und Wolfgang Nowotny verfasste er das dreibändige Werk „Die Myxomyceten Deutschlands und des angrenzenden Alpenraumes unter besonderer Berücksichtigung Österreichs“.

## Nachweise
1. 1 2 3  Biographische Notiz auf der Website der Botanischen Staatssammlung München, Online, Zugriff am 3. Januar 2011